# 白石元治郎

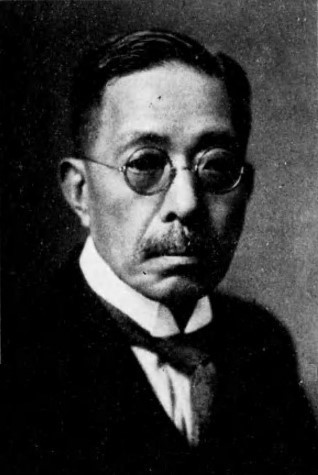
白石元治郎

白石 元治郎（しらいし もとじろう、1867年8月20日〈慶応3年7月21日〉- 1945年〈昭和20年〉12月24日）は、日本の実業家。日本鋼管の初代社長。白石同族代表社員。浅野財閥創始者浅野総一郎の娘婿にあたる。

## 経歴

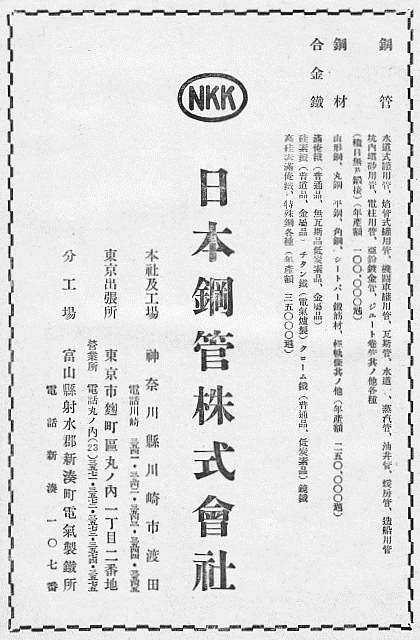
日本鋼管の広告

高田藩（榊原家）の下級武士、前山孫九郎の子として、白河に生まれた。16歳の時、白石武兵衛の養子となる。貧しいために、大学では、教員の高橋是清や鈴木校長や掛川銀行頭取の永富謙八に借金をしたり、大学の助手として働きながら学んだ。在学中は、ボート部に所属して体を鍛えた。1892年に帝国大学法科大学を卒業すると、恩師穂積陳重の紹介で浅野商店（浅野財閥）に入社したが、浅野総一郎の秘書として日曜祭日も休まずに働かされた。明治28年（1895年）に、浅野総一郎の次女と結婚した。
白石元治郎は、大学時代の友人で官僚の内田嘉吉から、航海・造船奨励法により政府が奨励金を給付するとの情報を得た。浅野総一郎はこれをチャンスとして捉えて、1896年（明治29年）に東洋汽船を設立した。白石も東洋汽船の経営に参画するようになり、13,000トン級の船を３隻（天洋丸・地洋丸・春洋丸）（天洋丸級貨客船）という当時は不可能と思われていた規模の船舶建造を推し進めて成功した。後に海運不況になり、収拾のために白石と浅野が一緒に世界中を廻っていた時に、「君がこんなことを云ひはじめたものだから、えらい目に遭って了った。」と浅野総一郎に言われた。
その後、全て輸入に頼っていた民需用鋼管を国産化することを模索していた、帝大時代の学友でボート仲間の、八幡製鉄所出身の技術者今泉嘉一郎に協力し、1912年日本鋼管株式会社を設立した。いつもは新しい事業に積極的だった浅野総一郎は、製鉄事業は赤字に成ると考えて消極的だった。それで、白石が浅野から独立したような形で、資金集めや製鉄機械の購入を行い、浅野は側面から援助しただけだった。工場の建設は翌年のことで、場所は現在地と同じ川崎の現南渡田町であった。資本金は200万円、最初の事務所は木造90坪ほどであった。
1934年（昭和9年）に政府主導で、官営八幡製鉄所と日本中の主要な製鉄会社が合併して日本製鐵を結成した時に、白石元治郎は反対を唱え、浅野財閥の製鉄所（日本鋼管、浅野小倉製鋼所、浅野造船所製鉄部）は参加しなかった。その結果、後々まで日本鋼管が存続して、今日のJFEホールディングス（JFEスチール）に繋がった。鶴見臨港鉄道にも関与したので、JR鶴見線の武蔵白石駅は、白石元治郎にちなんで命名された。武蔵白石駅所在地の白石町も、彼の姓から付けられた地名である。
1945年12月に病を得、同24日に麻布飯倉町の和田二郎宅で死去。享年79。

## 人物
浅野総一郎の死後は、浅野財閥で一族の長老として重きをなした。
博多随一の富豪四代太田清蔵とは兄弟のような交際をしていた。趣味は読書。宗教は仏教。

## 家族・親族
白石家
東京芝三田功運町
- 養父・武兵衛[1]
- 二男・琢二[1]

1897年 -
- 長女[1]

1901年 -